# Pitfalls of a Big City
Pitfalls of a Big City er en amerikansk stumfilm fra 1919 af Frank Lloyd.

## Medvirkende
- Gladys Brockwell som Molly Moore
- William Scott som Jerry Sullivan
- William Sheer som Spike Davis
- Neva Gerber som Marion Moore
- Al Fremont som Dave Garrity